# Ópera rock

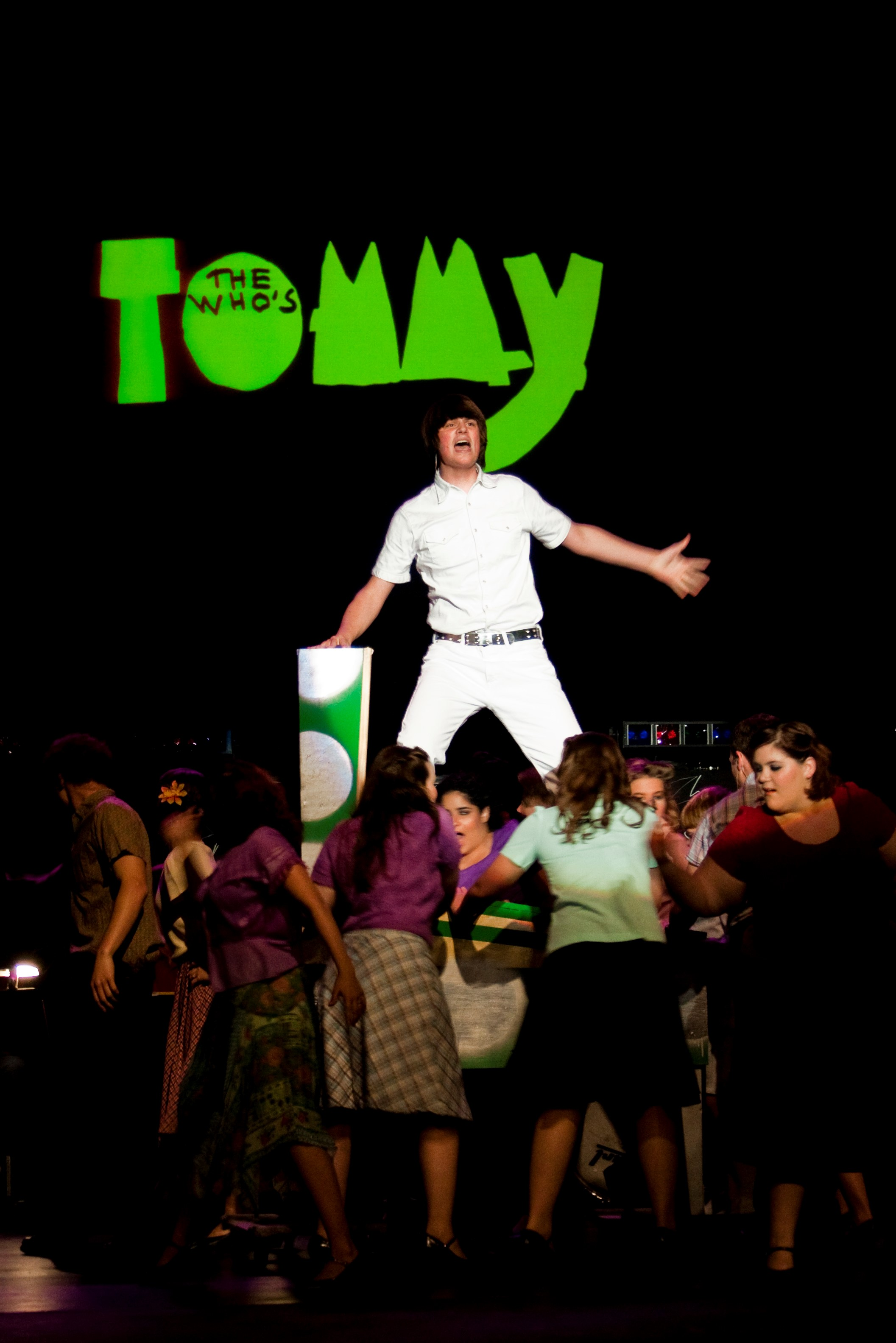
Performance da ópera rock Tommy, do The Who.

Ópera rock é uma obra de rock que apresenta uma narrativa contada em diversas partes, canções ou seções, ao estilo de uma ópera. Uma ópera rock difere-se de um álbum convencional por geralmente trazer canções unificadas por um tema ou narrativa em comum, contando uma história com princípio, meio e fim. Uma ópera rock pode ou não ser apresentada de forma teatral. Em formato gravado, pode ser similar a um álbum conceitual, embora este simplesmente mantenha um tema ou estilo específico e as canções não sejam unidas por um enredo.

## Características
É consenso geral que a principal característica de uma ópera compartilhada pela ópera rock é a narrativa consistente, centrada em seres humanos e seus conflitos e problemas, e que relata tais aspectos de forma coesiva e coerente. Alguns estudiosos, como o escritor Eric V. d. Luft, defendem ainda que, analisado mais a fundo, o gênero pode revelar outras semelhanças:
| “ | A ópera rock não é um drama musical unificado ou Gesamtkunstwerk de um Wagner ou um Strauss, mas simplesmente uma série de canções interligadas que, reunidas, contam uma história. Dessa forma, também não chega a ser unificada como uma obra de Verdi ou de Puccini mas, sendo caracteristicamente disjuntiva e impressionista, guarda semelhança mais próxima com os trabalhos de Mozart, Händel ou Monterverdi. Da mesma maneira que as obras desses compositores do século XVII e XVIII, a ópera rock não apresenta um recitativo para amarrar a narrativa entre as canções, não tendo nada para substituir esta função exceto a imaginação do ouvinte. Sendo assim e, a não ser que seja excessivamente polida por seu autor, uma ópera rock é tipicamente aberta a diversas interpretações plausíveis. | ” |

A principal diferença entre a ópera e a ópera rock, por outro lado, é que a segunda é normalmente apresentada por seus próprios compositores e arranjadores, sendo desenvolvida ainda durante o processo de produção e vista na maioria das vezes como um esforço colaborativo entre diversos músicos. Embora não represente um padrão ou norma a ser seguida, a apresentação em concerto de uma ópera rock é em geral acompanhada de elaborados sistemas de iluminação, cenário e outros objetos de palco, e em determinados casos até mesmo de encenações ou trechos de diálogos para acompanhar a música.

## Origens
Assim como acontece com "álbum conceitual", há controvérsias acerca de quem surgiu com o termo "ópera rock". Tommy, do The Who, é frequentemente citada como a precursora das óperas rock e, senão a primeira, foi pelo menos a obra que definitivamente popularizou o gênero. Pete Townshend, guitarrista e principal compositor e  do Who, é creditado por muitos como o pai do gênero, enquanto outros, como o crítico John Rockwell, afirmam que os créditos cabem ao obscuro grupo psicodélico britânico dos anos 60 Nirvana e seu álbum de 1967 The Story of Simon Simopath. Há ainda um terceiro segmento — incluindo aí os próprios integrantes do Nirvana — que defendem que a banda britânica Pretty Things inventou a ópera rock com seu álbum S.F. Sorrow, de 1968.
Quem quer que tenha sido o criador, a gênese do fenômeno foi inquestionavelmente britânica, parte de uma tentativa maior de intelectualizar o cenário musical do rock e ao mesmo tempo transpor o fosso entre a música clássica e a música pop.

## Histórico

### Década de 1960
Em meados de 1966, Pete Townshend presenteou Kit Lambert, empresário e produtor do Who, com uma gravação chamada "Gratis Amatis", uma ária formada por vozes satíricas cantando a frase gratis amatis repetidamente. Alguém teria chamado a música de "ópera rock", o que levou Lambert a exclamar pensativo "Aí está uma ideia!". No final do mesmo ano, o Who entrou em estúdio para sua primeira tentativa de gravar um trabalho operístico. Denominada "mini-ópera", a canção de nove minutos "A Quick One, While He's Away" foi lançada em dezembro de 1966 no álbum A Quick One.
Em outubro de 1967, o grupo Nirvana lança The Story of Simon Simopath, um dos primeiros álbuns por uma banda de rock a englobar um único enredo em todas as suas canções. Em dezembro de 1968, o Pretty Things lança S.F. Sorrow, com a biografia musicada do personagem Sebastian F. Sorrow do berço ao túmulo e da alegria à miséria.
Em abril de 1969, o The Who lança Tommy, o primeiro trabalho musical denominado explicitamente como uma ópera rock. Composto primariamente por Pete Townshend, foi um enorme sucesso de vendas, dando origem a versões para balé, teatro e cinema, entre outras. Em outubro do mesmo ano o The Kinks lançou sua experimentação com o novo gênero, Arthur (Or the Decline and Fall of the British Empire), obtendo também grande êxito de público e crítica.

### Década de 1970
Tommy influenciou muitos, incluindo o compositor Andrew Lloyd Webber que, com o letrista Tim Rice, compôs Jesus Christ Superstar, gravado e lançado como álbum conceitual em 1970. O trabalho foi um sucesso, e o dinheiro obtido com as vendas foi usado para patrocinar a subsequente produção teatral, encenada no final de 1971. A obra foi explicitamente divulgada como uma "ópera-rock", e embora seu formato original tenha sido o de um álbum, a intenção sempre foi a de montá-la em forma musical. Acabou alcançando então grande êxito na Broadway, passando a ser definida como um "musical rock".
Em 1972, David Bowie lança sua ópera rock The Rise and Fall of Ziggy Stardust and the Spiders from Mars, a história de um astro do rock que é orientado por alienígenas a compor músicas às vésperas do fim do mundo. Em 1973, o Who lança sua segunda ópera rock, Quadrophenia, sobre um adolescente da década de 1960 sofrendo de um transtorno de personalidade. No mesmo ano Lou Reed lança Berlin, uma ópera rock trágica a respeito de um casal condenado, tratando de temas como uso de drogas, depressão e suicídio. Em 1974, o Genesis lança The Lamb Lies Down on Broadway, uma história surreal sobre um jovem à procura de seu irmão desaparecido.
Em 1975, o Queen lança Bohemian Rhapsody, composta por Freddie Mercury, que tem uma letra fatalista de quase 6 minutos. É umas das músicas mais conhecidas que apresenta esse estilo de junção de rock e ópera. 
Em 1979, o Pink Floyd lança The Wall. O trabalho, encenado em elaboradas apresentações teatrais pela banda, acabaria se tornando uma das mais famosas e celebradas óperas rock. No mesmo ano Frank Zappa lança Joe's Garage, uma ópera rock em três atos sobre a vida de um jovem músico chamado Joe, situada em um futuro distópico onde a música foi tornada ilegal (esse último detalhe inspirado na Revolução Iraniana, que condenou apresentações musicais públicas).